# Please (canción de U2)
«Please» es una canción del noveno álbum de estudio de U2, Pop. Fue lanzado como el cuarto sencillo del álbum el 20 de octubre de 1997. Al igual que con Sunday Bloody Sunday, la canción es sobre los problemas en Irlanda del Norte. 
La portada del sencillo de esta canción cuenta con las imágenes de cuatro políticos de Irlanda del Norte - Gerry Adams, David Trimble, Ian Paisley, y John Hume (en sentido horario desde arriba a la izquierda). 
Dos meses antes del lanzamiento del sencillo, algunas versiones de "Please" en vivo y otras tres canciones del Popmart Tour fueron lanzadas en el EP Please: PopHeart Live en septiembre de 1997.

## Canciones
| Lanzamiento en casete |        |          |  |
| N.º                   | Título | Duración |  |

| Lanzamiento internacional en CD |        |          |  |
| N.º                             | Título | Duración |  |

| Lanzamiento en CD en América del Norte |        |          |  |
| N.º                                    | Título | Duración |  |

Las cuatro canciones en vivo fueron previamente lanzadas en otros países en el EP Please: Popheart Live EP.

## En directo
La canción fue tocada en vivo por el grupo durante toda la gira PopMart Tour de 1997-98, con un ritmo similar al toque de tambor de Sunday Bloody Sunday. También se tocó en unos pocos conciertos del Elevation Tour de 2001. Aquí, la canción fue tocada solo por Bono y The Edge en versión acústica. Fue dejándose de tocar progresivamente en esa gira y, desde entonces, no ha vuelto a formar parte del repertorio en directo.

## Versiones alternativas
Existen cinco diferentes versiones de esta canción:
- La versión del álbum, que aparece en Pop.
- La única versión en sencillo y video. Esta versión era más similar a las actuaciones en vivo, con una intro de orquesta y el tambor de Sunday Bloody Sunday. Esta versión fue grabada en los Estudios Wisseloord en Hilversum, Holanda.
- En los EE. UU. se grabó una edición especial se incluye las versiones en vivo realizadas en los EE. UU. y la versión CD. Es la versión más corta de todas las que se produjeron, con un tiempo de ejecución de 3 minutos y 55 segundos.
- La actuación en vivo del concierto de 18 de julio de 1997 en Róterdam.
- Otra actuación en vivo del 3 de diciembre de 1997 en un concierto en la Ciudad de México. Esta versión aparece en el álbum Hasta la Vista Baby!.

## Lado B
El sencillo «Please» fue respaldado con los siguientes B-Sides:

### Dirty Day
Dos remixes de "Dirty Day" de Zooropa fueron hechos para el sencillo por Butch Vig y Duke Erikson.

### I'm Not Your Baby (Dub Skysplitter)
Esta canción fue grabada para la banda sonora de la película de Wim Wenders, The End of the Violence, con la colaboración de Sinéad O'Connor. Esta versión es una remezcla instrumental, con pocas diferencias de la versión original.

### Please yWhere the Streets Have No Name(En vivo enRóterdam)
Estas canciones fueron tomadas de la gira europea de Popmart, el 18 de julio de 1997 en el Estadio Feijenoord, en Róterdam, Holanda. En esta versión de "Please" aparece el sonido de tambores de "Sunday Bloody Sunday" y un outro con voz en falsete de Bono que hizo una transición a los primeros acordes de "Where the Streets Have No Name". El final de la actuación incluye la letra de otra canción de Pop, "The Playboy Mansion".

### With or Without You(En vivo enEdmonton)
Esta interpretación de "With or Without You" fue tomada de la primera parte de la gira Popmart en junio de 1997, en el Commonwealth Stadium de Edmonton, Canadá.

### Staring at the Sun(En vivo enRóterdam)
Esta interpretación de "Staring at the Sun", interpretada por Bono y The Edge, formó parte de un set acústico en los conciertos de Popmart. Es una versión más sutil, con solo dos guitarras y armonías de coros.

## Videos
El video musical de "Please" fue realizado por el director holandés Anton Corbijn y fue hecho totalmente en blanco y negro. 
El video se lleva a cabo en una calle llamada "No Name" (una referencia a la canción Where the Streets Have No Name), donde un mendigo está de pie con un cartel que dice "Please" que cuelga de su cuello. Varias personas pasan de rodillas, hasta un punto en que se invierte esta situación. La banda en realidad no se presenta durante gran parte del video, y finalmente hace su aparición durante el solo de guitarra de The Edge. Este vídeo aparece en el DVD de The Best of 1990-2000, junto con comentarios del director.
Dos videos en vivo de Please en la gira de Popmart han sido lanzados, un vídeo de la gira de Popmart en Ciudad de México, y otro filmado en Helsinki el 9 de agosto de 1997, que fue lanzado en el disco recopilatorio The Best of 1990-2000.

## Posición en las listas
| Listas (1997)       | Posición |
| ------------------- | -------- |
| Irish Singles Chart | 6        |